# Alfi Flavus
|  | No s'ha de confondre amb Gai Alfi Flavus. |

Alfi Flavus (llatí: Alfius Flavus) va ser un retòric romà del temps d'August i Tiberi, deixeble de Luci Cesti Pius.
A la seva escola hi va estudiar Sèneca el vell que havia arribat a Roma feia poc des de Còrdova. Era considerat un jove prodigi i abans de prendre la toga viril ja feia discursos. El seu mestre Cesti deia d'ell que el seu talent era massa precoç per ser permanent. De més gran va caure en l'autocomplaença però no va deixar mai de tenir oients, encara que havia anat perdent el seu talent. Va practicar la poesia, la filosofia natural i la història.